# Список графических работ Винсента Ван Гога
Список графических работ Винсента Ван Гога представляет собой список графических работ нидерландского художника Винсента Ван Гога (1853—1890).
Работы Ван Гога распределены в хронологической последовательности и в соответствии с каталожными номерами. Точная датировка произведений Ван Гога зачастую вызывает трудности. Нумерация каталога Яна Хульскера, как правило, наиболее точно соответствует хронологии создания работ.

## Литографии
| Название                                                                                                | Картина | Год создания       | Музей | Место создания | Каталог       | Примечания    |
| --- | ------- | ------------------ | --- | -------------- | ------------- | ------------- |
| Старик нид. Oude man                                                                                    |         | 6-8 ноября 1882    | 4 известных оттиска Музей ван Гога (Амстердам, Нидерланды) — 2 отт. Библиотека искусств и археологии (Париж, Франция) Национальная галерея искусства (Вашингтон, США) | Гаага          | F 1658 JH 256 | [ 2 ] [ 3 ]   |
| Скорбь нид. Sorrow                                                                                      |         | ок. 11 ноября 1882 | 3 известных оттиска Музей ван Гога (Амстердам, Нидерланды) — 2 отт. Музей современного искусства (Нью-Йорк, США) | Гаага          | F 1655 JH 259 | [ 4 ]         |
| Землекоп нид. Spitter                                                                                   |         | ок. 15 ноября 1882 | 4 известных оттиска Музей ван Гога (Амстердам, Нидерланды) — 2 отт. Библиотека искусств и археологии (Париж, Франция) Государственная галерея Штутгарта (Штутгарт, Германия) | Гаага          | F 1656 JH 262 | [ 5 ]         |
| Старик в цилиндре с чашкой кофе нид. Koffiedrinkende oude man                                           |         | ок. 15 ноября 1882 | 3 известных оттиска Музей ван Гога (Амстердам, Нидерланды) — 2 отт. неизвестно | Гаага          | F 1657 JH 266 | [ 6 ]         |
| На пороге вечности нид. Oude man, met het hoofd in de handen (At Eternity's Gate)                       |         | 27 ноября 1882     | 7 известных оттисков Музей ван Гога (Амстердам, Нидерланды) — 2 отт. Тегеранский музей современного искусства (Тегеран, Иран) Гамбургский кунстхалле (Гамбург, Германия) Библиотека искусств и археологии (Париж, Франция) частные коллекции — 2 отт. | Гаага          | F 1662 JH 268 | [ 7 ]         |
| Рабочий сидящий на корзине и режущий хлеб нид. Visser op een mand zittend, brood snijdend               |         | ноябрь 1882        | 5 известных оттисков Музей ван Гога (Амстердам, Нидерланды) — 2 отт. Музей Бойманса — ван Бёнингена (Роттердам, Нидерланды) неизвестно — 2 отт. | Гаага          | F 1663 JH 272 | [ 8 ]         |
| Сжигатель сорняков и его жена, сидящая в тележке нид. Onkruidverbrander, met vrouw zittend op kruiwagen |         | середина июля 1883 | 4 известных оттиска Музей ван Гога (Амстердам, Нидерланды) Музей Крёллер-Мюллер (Оттерло, Нидерланды) Библиотека искусств и археологии (Париж, Франция) частная коллекция | Гаага          | F 1660 JH 377 | [ 9 ]         |
| Садовник около кривой яблони нид. Tuinman bij kromme boom                                               |         | середина июля 1883 | 5 известных оттисков Музей ван Гога (Амстердам, Нидерланды) Национальная библиотека Франции (Париж, Франция) Британский музей (Лондон, Великобритания) Государственная галерея Штутгарта (Штутгарт, Германия) частная коллекция | Гаага          | F 1659 JH 379 | [ 10 ]        |
| Едоки картофеля нид. Vijf personen bij de maaltijd                                                      |         | апрель 1885        | 18 известных оттисков Музей ван Гога (Амстердам, Нидерланды) — 7 отт. Рейксмюсеум (Амстердам, Нидерланды) Муниципальный музей Гааги (Гаага, Нидерланды) Музей Тиссена-Борнемисы, Madrid Музей современного искусства (Нью-Йорк, США) Музей Крёллер-Мюллер (Оттерло, Нидерланды) Национальная библиотека Франции, Paris Национальная галерея искусства (Вашингтон, США) частные коллекции — 2 отт. неизвестно — 2 отт. | Нюэнен         | F 1661 JH 737 | [ 11 ] [ 12 ] |

## Гравюры
| Название                                                               | Картина | Год создания | Музей                  | Место создания | Каталог        | Примечания    |
| ---------------------------------------------------------------------- | ------- | ------------ | ---------------------- | -------------- | -------------- | ------------- |
| Портрет доктора Гаше с трубкой нид. Portret van dokter Gachet met pijp |         | май 1890     | 114 известных оттисков | Овер-сюр-Уаз   | F 1664 JH 2028 | [ 13 ] [ 14 ] |